# Batu Balak
Batu Balak is een bestuurslaag in het regentschap Lampung Selatan van de provincie Lampung, Indonesië. Batu Balak telt 512 inwoners (volkstelling 2010).